# Kim Bui
Kim Bui (Tubinga, 20 de enero de 1989) es una deportista alemana que compitió en gimnasia artística.
Ganó dos medallas de bronce en el Campeonato Europeo de Gimnasia Artística, en los años 2011 y 2022.
Participó en tres Juegos Olímpicos de Verano, entre los años 2012 y 2020, ocupando el sexto lugar en Río de Janeiro 2016, en la prueba por equipos.
En 2024 fue nombrada miembro del Comité Olímpico Internacional.

## Palmarés internacional
| Campeonato Europeo | Campeonato Europeo | Campeonato Europeo | Campeonato Europeo   |
| Año                | Lugar              | Medalla            | Prueba               |
| ------------------ | ------------------ | ------------------ | -------------------- |
| 2011               | Berlín (Alemania)  | Medalla de bronce  | Barras asimétricas   |
| 2022               | Múnich (Alemania)  | Medalla de bronce  | Concurso por equipos |